# Traditi humilitati nostrae
Traditi humilitati nostrae è l'unica enciclica del breve pontificato di papa Pio VIII, datata 24 maggio 1829, enciclica programmatica in cui il Pontefice si propone come guida spirituale del mondo cristiano, affermando così la supremazia del magistero pontificio.